# Stazione di Orbetello-Monte Argentario
La stazione di Orbetello-Monte Argentario è la principale stazione ferroviaria a servizio della città di Orbetello e della vicina zona turistica del Monte Argentario, in provincia di Grosseto. Situata lungo la ferrovia Tirrenica, è classificata nella categoria "Silver" di RFI. L'ubicazione cittadina è nella zona orientale della città di Orbetello, nel quartiere denominato Orbetello Scalo.

## Storia
La stazione di Orbetello-Monte Argentario venne inaugurata poco dopo la metà dell'Ottocento, più precisamente il 15 giugno 1864, contestualmente al tronco della ferrovia Tirrenica su cui insiste.
Nel 1912 la stazione divenne di diramazione con l'inaugurazione della Ferrovia Orbetello-Porto Santo Stefano il cui percorso iniziava in uscita, dal lato sud della stazione, e attraversava la Laguna di Orbetello sulla cosiddetta diga raggiungendo le propaggini del Monte Argentario e infine l'importante porto minerario, commerciale e industriale di Porto Santo Stefano. Dal 1944, anno in cui le incursioni aeree alleate procurarono gravissimi danni alle strutture ferroviarie, la suddetta diramazione per Porto Santo Stefano venne soppressa e le località vennero da allora servite dagli autobus, attualmente gestiti da Tiemme.

## Caratteristiche
La stazione è costituita da un fabbricato, che si presenta a planimetria rettangolare, disposto su due piani, con al piano terra la biglietteria, il bar ed una sala d'attesa, mentre al piano superiore si trovano delle abitazioni per i dipendenti delle ferrovie, la cui superficie di estensione risulta inferiore e discontinua rispetto al livello sottostante.
In totale, vi sono tre binari riservati ai convogli in transito, il primo dei quali viene generalmente usato per consentire gli scambi tra due treni che si ritroverebbero a procedere lungo il medesimo binario, oppure per far effettuare il capolinea ai treni in partenza o a fine corsa, che generalmente collegano la città lagunare a Grosseto, Siena, Empoli e Firenze.
Il secondo e terzo binario invece sono utilizzati, sia dai convogli in transito che dai treni che effettuano la loro fermata lungo la linea tirrenica per la discesa e la salita dei passeggeri presso questa stazione: il secondo binario prevede la sosta dei treni che da Roma proseguono in direzione Grosseto, mentre il terzo binario è luogo di fermata per i treni che dal capoluogo maremmano si dirigono verso la capitale.
La stazione è dotata anche di due ampie banchine, raggiungibili attraverso un sottopassaggio che venne costruito per evitare il pericolosissimo attraversamento a raso dei binari, reso assai rischioso dai numerosi convogli in transito che non effettuano sosta; entrambe le banchine sono coperte in larga parte da pensiline in Calcestruzzo armato.
In passato, vi era anche un vicino fabbricato merci, attualmente dismesso, che è rimasto in funzione fino alla definitiva soppressione del servizio merci, del quale rimangono a testimonianza una serie di binari ancora presenti (sia passanti che tronchi) ed occasionalmente utilizzati per la sosta di convogli: l'ubicazione del suddetto fabbricato merci dismesso è sul medesimo lato del fabbricato passeggeri.

## Movimento passeggeri e ferroviario
La stazione di Orbetello - Monte Argentario è punto di sosta per tutti i treni regionali, di una coppia di intercity e di due coppie di Frecciabianca.
Più di 400 persone al giorno si servono di questa stazione.
La stazione è collegata al centro di Orbetello, alle varie frazioni comunali, alle località di Porto Santo Stefano e Porto Ercole di Monte Argentario e ad altri comuni limitrofi attraverso una rete di autobus dell'azienda Tiemme, che effettuano fermata o capolinea all'esterno della stazione ferroviaria, nella stessa piazza in cui si trova anche un ampio parcheggio per le autovetture.

## Altre immagini

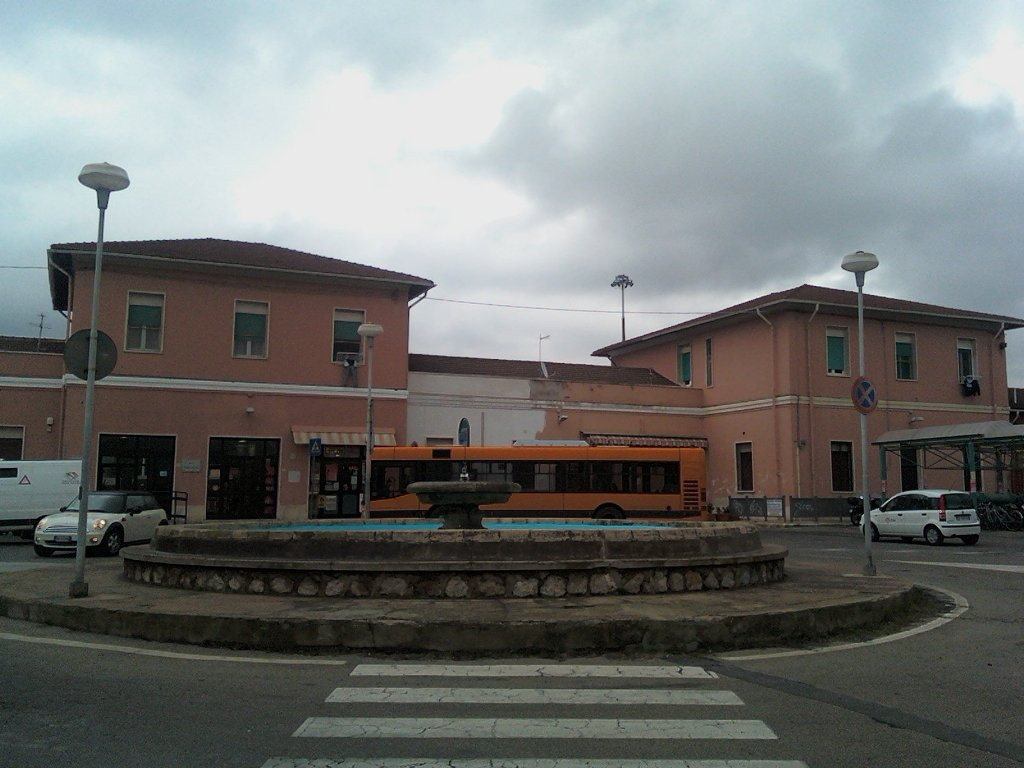
Fabbricato Viaggiatori
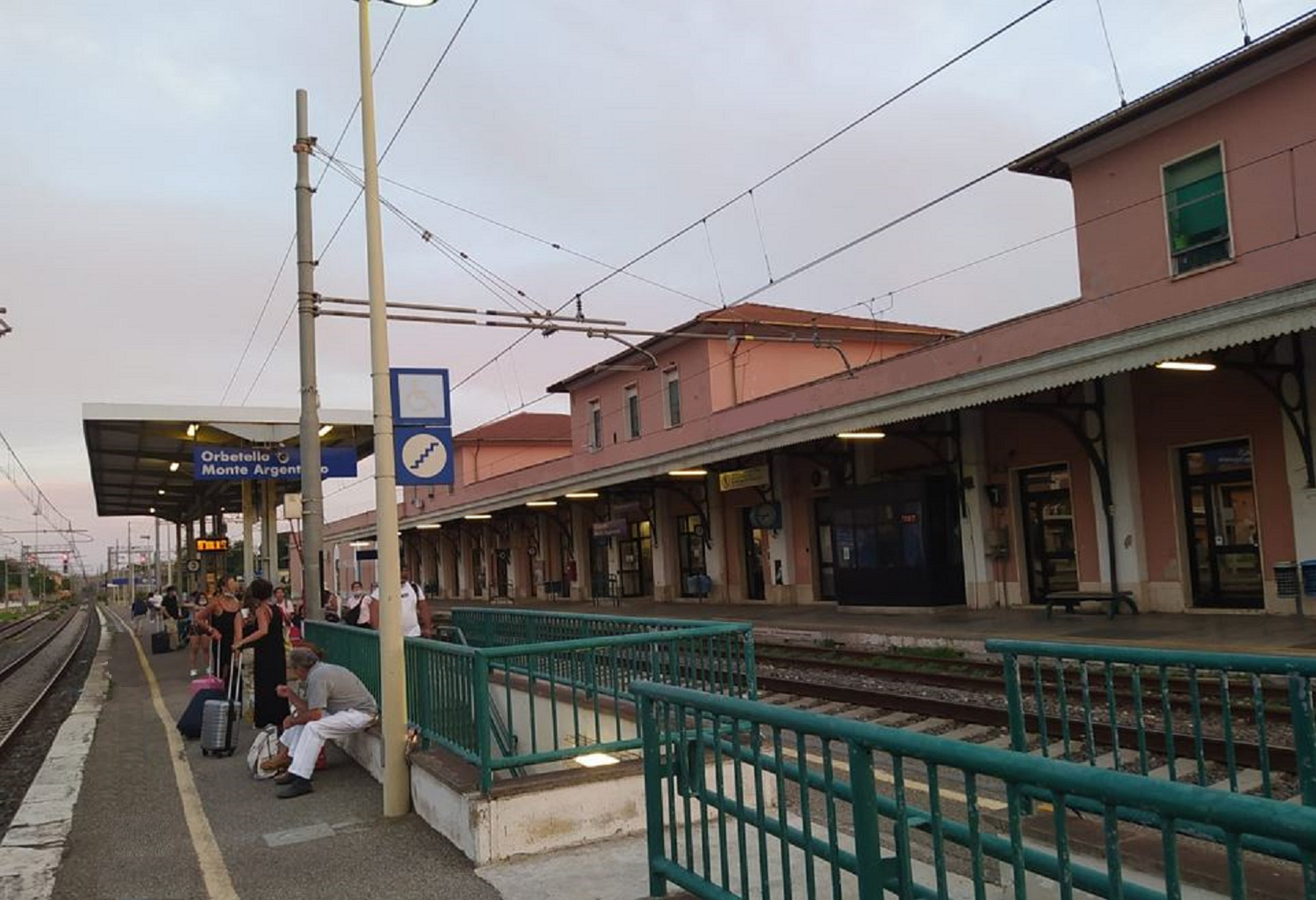
Marciapiede e pensilina binari 2-3

## Servizi
La stazione dispone di:
- Biglietteria a sportello
- Biglietteria self-service
- Parcheggio di scambio
- Bar
- Sottopassaggio
- Servizi igienici
- Telefono pubblico
- Videosorveglianza
- Annuncio sonoro arrivo e partenza treni